# Ichneumon samoanus
Ichneumon samoanus là một loài tò vò trong họ Ichneumonidae.